# 铁码头
37°30′00″N 122°10′16″E / 37.49994°N 122.17110°E
铁码头，位于中國山东省威海市环翠区刘公岛，为全国重点文物保护单位“刘公岛甲午战争纪念地”之一，现为中国人民解放军海军所使用。

## 建筑主体
铁码头位于刘公岛丁汝昌寓所西南300米处。原是北洋海军铁甲战舰的停靠码头。铁码头建成于1891年。平面呈“T”（丁）字形，长205米、宽6.9米、水深7米，共有42对、84个钢制墩柱，桥面铺设有木板。墩桩全部用厚铁板钉成方柱，长五、六丈，径四、五尺，中间灌水泥，凝结坚实，直入海底，铁码头的名字由此而来。铁码头栈桥上有铁轨与工程局、机器局、屯煤所、鱼雷修理厂相连。
码头主体部分的钢材为1953年更换后的进口钢材，没有经过任何电化学反腐蚀处理，1987年，钢铁研究总院青岛海洋腐蚀研究所调查码头钢制结构保存状态发现其保存状态完好，腐蚀十分轻微：桥柱在中潮位以上收到油漆保护，腐蚀轻微；中潮位以下的钢制结构，中间区域较岸边和深水区域严重；其保存完好的原因在于上部有沥青油漆保护，下部又因为存在横联槽钢作为阳极材料受到氧化，结构主体作为阴极得到保持。
如今，最早修建的“T”字形码头已经不再使用，海军舰艇主要停靠在1971年新建的引桥段，年停泊军舰可达上百艘。新建引桥长约200米，由石块堆砌而成，向西侧海中延伸，构成了一个小海湾，船舶即停靠在港湾内部。

## 历史
光绪十三年（1887年），清政府确定在威海卫建立海军基地，将刘公岛设计为威海海防工程的中心。位于刘公岛海军公所（即北洋水师提督署）西南的铁码头由道员龚照玙主持修建，自光绪十五年（1889年）开始筹建，到光绪十七年（1891年）竣工，工程总耗费白银151500两，较之其它码头规模尤其巨大，光绪十九年（1893年）铁码头最终完成验收。
光绪二十年（1894年）中日爆发甲午战争，至光绪二十一年（1895年）正月清军北洋水师于刘公岛全军覆没——正月二十三，日本联合舰队开入威海湾，在刘公岛栈桥2链（约40米）处抛锚，日方记载刘公岛岸边满是战败的清军战舰，停泊港内的镇远、平远、济远、广丙、康济等舰都被编入日本军队，定远舰沉没于东口，来远舰沉没于刘公岛栈桥东侧，靖远舰沉没于远方海中。日军自铁码头登陆掳掠刘公岛上的武器并摧毁岛上炮台等设施。七月初八，日本商船来刘公岛，下船80余人意图拆除铁码头，地方士绅即时上报，清政府遂照会日方公使林董，称“刘公岛系贵国军兵暂时屯驻之地，所有中国公家物产谅必不加毁损。刘公岛铁码头留之有益，拆之无用”，要求日方不要擅自拆毁铁码头。十五日，林董回复清政府：“查该铁码头原系战事所获，拆留自应在我自主权内。但因两国已修旧好，倍敦睦谊，我政府一团和气，特允留而不拆。”铁码头最周得以保全。日本在甲午战争后占领刘公岛长达三年，在铁码头东侧海岸上修筑“攻占威海卫纪念碑”。
甲午战败后，帝国主义列强掀起瓜分中国浪潮，沙俄强行占领渤海海峡北侧的旅顺口，而英国为保持均势要求租借海峡南侧的威海卫。光绪二十四年（1898年）7月，清政府象征性从日本方面收回威海卫，随即将威海拱手让与英国政府，一日内刘公岛“国帜三易”，英国自此租借威海卫长达32年，铁码头也归属于英国。1915年，英国方面对铁码头进行第一次改建工程，在铁码头上方改接铁架，长205米、宽6.9米、水深7米。1930年，英国名义上归还威海卫，但续租刘公岛长达十年，刘公岛铁码头仍属英国管辖。1931年，日本入侵满洲，开始侵华战争。1935年，因铁板锈蚀，英租威海卫当局联合中英海军和地方士绅成立修理刘公岛铁码头工程委员会，在同年9月于上海、天津、青岛及威海本埠各报刊登广告，招标施工。第二次改建后的铁码头，可以在涨潮时停靠万吨级轮船，之后铁码头专门用于修理舰艇和装卸煤炭。1938年3月6日，此前长期在威海卫执行监视任务的日军第四舰队的“球磨”“足柄”“严岛”舰、第二炮舰队的“长平丸”“鲜海丸”舰、第十五驱逐队的“薄”“茑”舰以及佐世保镇守府第六特战队编成的威海卫作战E部队，在第三潜水战队司令锄柄玉造少将的率领下，当天从青岛出发开往威海湾，并于当天下午4时45分抵达威海卫，次日登陆占领威海本埠，半个月后自铁码头登陆刘公岛，1945年日本战败后中国政府才得以收回此地。
1952年，中国人民解放军海军进驻刘公岛，次年威海政府会同海军共同修建铁码头，将铁码头已经锈蚀的墩柱、铁板等构件全部拆除并改换进口优质钢材。1971年增建南端西段的石质丁字形引桥。1988年铁码头（包括码头管理房）作为“刘公岛甲午战争纪念地”之一被公布为全国重点文物保护单位。2014年甲午战争爆发120周年纪念日，北海舰队在刘公岛举行纪念仪式，停靠在铁码头的任丘艇和伊川艇拉响汽笛，全舰官兵肃立默哀。

## 照片
- 刘公岛铁码头入口处远景
- 刘公岛栈桥底部灯塔远景
- 刘公岛栈桥底部灯塔近景
- 铁码头文保标志
- 铁码头正门
- 不远处解放军第一任海军司令萧劲光因为没有海军只能搭乘渔船视察刘公岛，留下句子让后人铭记